# Passiflora lutea
Passiflora lutea je biljka iz porodice Passifloraceae. Naziva ju se žutom pasijonkom.
U Pennsylvaniji ju se smatra ugroženom vrstom.
Jedina je biljka s koje pelud skuplja pčela Anthemurgus passiflorae, jedina predstavnica u svojem rodu (Anthemurgus).

## Vanjske poveznice
- Germplasm Resources Information Network: Passiflora lutea  Arhivirana inačica izvorne stranice od 9. svibnja 2009. (Wayback Machine)